# Діброва (Вороновицьке лісництво)
Дібро́ва — ботанічна пам'ятка природи місцевого значення. Розташована на території Комарівської сільської ради Вінницького району Вінницької області (Вороновицьке лісництво, кв. 15, діл. 5) поблизу с. Комарів. Оголошена відповідно до рішення Вінницького облвиконкому від 29.08.1984 р. № 371. Охороняється високопродуктивна діброва, віком понад 120 років.